# 11th Seiyu Awards
Die 11th Seiyu Awards wurden am 18. März 2017 in der JOQR Media Plus Hall in Minato, Tokio ausgetragen. Die Gewinner des Merit Awards, des Kei Tomiyama Award und des Kazue Takahashi Award wurden am 21. Februar 2017 bekanntgegeben. Die Gewinner des Synergy Award und des Kinder/Familien Preises wurden am 14. März 2017 bekanntgegeben. Die restlichen Gewinner wurden am Tag der Preisverleihung bekanntgegeben.
| Gewinner                                 | Agentur | Nennenswerte Arbeiten                                                 |
| ---------------------------------------- | --- | --------------------------------------------------------------------- |
| Bester Schauspieler in einer Hauptrolle  | |                                                                       |
| Ryūnosuke Kamiki                         | Amuse, Inc. | Taki Tachibana (Anime Film Your Name)                                 |
| Beste Schauspielerin in einer Hauptrolle | |                                                                       |
| Mone Kamishiraishi                       | TOHO Entertainment                                                                                                  | Mitsuha Miyamizu (Anime Film Your Name)                               |
| Beste Schauspieler in Nebenrollen        | |                                                                       |
| Hōchū Ōtsuka                             | Crazy Box | Satō (Anime TV-Serie Ajin: Demi-Human)                                |
| Beste Schauspielerinnen in Nebenrollen   | |                                                                       |
| Megumi Han                               | Atomic Monkey | Sumi (Anime Film In this Corner of the World)                         |
| Beste neue Schauspieler                  | |                                                                       |
| Setsuo Itō                               | Air Agency | Shigeo „Mob“ Kageyama (Anime TV-Serie Mob Psycho 100)                 |
| Yūma Uchida                              | I’m Enterprise | Hayate Immelmann (Anime TV-Serie Macross Delta)                       |
| Yūsuke Kobayashi                         | Yu-rin Pro | Arslan (Anime TV-Serie The Heroic Legend of Arslan: Dust Storm Dance) |
| Beste neue Schauspielerinnen             | |                                                                       |
| Ari Ozawa                                | I’m Enterprise | Mizuki Usami (Anime TV-Serie This Art Club Has a Problem!)            |
| Sayaka Senbongi                          | I’m Enterprise | Mumei (Anime TV-Serie Kabaneri of the Iron Fortress)                  |
| Minami Tanaka                            | 81 Produce | Katia Waldheim (Anime TV-Serie Schwarzesmarken)                       |
| Auszeichnung für den besten Gesang       | |                                                                       |
| Gewinner                                 | Mitglieder | Agentur                                                               |
| Aqours                                   | Anju Inami Rikako Aida Nanaka Suwa Arisa Komiya Shuka Saitō Aika Kobayashi Kanako Takatsuki Aina Suzuki Ai Furihata | Lantis                                                                |
| Persönlichkeitspreis                     | |                                                                       |
| Gewinner                                 | Agentur | Nennenswerte Arbeiten                                                 |
| Natsuki Hanae                            | Across Entertainment                                                                                                | TV-Sendung Oha Suta                                                   |
| Natsuki Hanae                            | Across Entertainment                                                                                                | Radiosendung A&G TRIBAL RADIO AGSON                                   |

| Merit Award                                           |                   |                       |                       |
| Gewinner                                              | Gewinner          | Agentur               | Agentur               |
| Kiyoshi Kobayashi                                     | Kiyoshi Kobayashi | Haikyō                | Haikyō                |
| Mari Shimizu                                          | Mari Shimizu      | 81 Produce            | 81 Produce            |
| Junko Hori                                            | Junko Hori        | Production Baobab     | Production Baobab     |
| Synergy Award                                         |                   |                       |                       |
| Gewinner                                              |                   |                       |                       |
| Your Name                                             |                   |                       |                       |
| Kei Tomiyama Memorial Award                           |                   |                       |                       |
| Gewinner                                              | Gewinner          | Agentur               | Agentur               |
| Ryusei Nakao                                          | Ryusei Nakao      | 81 Produce            | 81 Produce            |
| Kazue Takahashi Memorial Award                        |                   |                       |                       |
| Gewinner                                              | Gewinner          | Agentur               | Agentur               |
| Sumi Shimamoto                                        | Sumi Shimamoto    | freelance             | freelance             |
| Kinder/Familien Preis                                 |                   |                       |                       |
| Gewinner                                              |                   |                       |                       |
| Alle die bei The Secret Life of Pets mitgewirkt haben |                   |                       |                       |
| Besondere Auszeichnung                                |                   |                       |                       |
| Gewinner                                              | Gewinner          | Agentur               | Agentur               |
| Non                                                   | Non               | LesPros entertainment | LesPros entertainment |